# Megathopa villosa
Megathopa villosa är en skalbaggsart som beskrevs av Johann Friedrich von Eschscholtz 1822. Megathopa villosa ingår i släktet Megathopa och familjen bladhorningar. Inga underarter finns listade i Catalogue of Life.